# Jumbo-Klasse
Die Jumbo-Klasse ist eine Baureihe von zwei Fähren, die von der US-amerikanischen Reederei Washington State Ferries bei der Todd Pacific Shipyards in Seattle in Auftrag gegeben und in den Jahren 1972 bis 1973 in Dienst gestellt wurden.

## Geschichte
Die zwei Schiffe der Jumbo-Klasse wurden zur Ergänzung der fünf Jahre zuvor abgelieferten Super-Klasse in Auftrag gegeben und bei Todd Pacific Shipyards in Seattle gebaut. Ursprünglich sollte das Design der Fähren wie bereits bei den vorherigen Neubauten der Washington State Ferries von W.C. Nickum and Sons stammen. Stattdessen entschied sich die Reederei jedoch für einen Entwurf des Schiffskonstrukteurs Phillip Spaulding. Als Typschiff lief 1972 die Walla Walla vom Stapel, die noch im gleichen Jahr in Dienst gestellt wurde. Ihr Schwesterschiff Spokane folgte im Februar 1973. Anfangs war der Bau zwei weiterer Einheiten der Klasse geplant, was jedoch aus Kostengründen verworfen wurde.
Beide Schiffe der Jumbo-Klasse sind noch im Dienst. Die Walla Walla wird auf der Strecke von Seattle nach Winslow eingesetzt, während die Spokane auf der Strecke von Edmonds nach Kingston in Fahrt ist.
Im Verlauf ihrer Dienstzeit lief die Walla Walla zweimal auf Grund: Am 23. April 1981 wegen des zu diesem Zeitpunkt dichten Nebels und erneut fast genau 43 Jahre später am 15. April 2023 aufgrund eines Ausfalls der Maschinen- und Ruderanlage.

## Technik und Ausstattung
Die Walla Walla und ihr Schwesterschiff Spokane unterscheiden sich in ihrer Ausstattung leicht voneinander, da die öffentlichen Bereiche auf der Walla Walla 2005 erneuert wurden und dadurch einen moderneren Eindruck machen. Ansonsten besitzen beide Schiffe die für Washington State Ferries üblichen Sitz- und Aufenthaltsräume sowie Bars und Lounges.
Die beiden Fähren werden von jeweils vier Elektromotoren mit 8.617 PS angetrieben, die sie auf eine Höchstgeschwindigkeit von bis zu 18 Knoten bringen können. Sowohl die Walla Walla als auch die Spokane gelten bei höheren Geschwindigkeiten als sehr unruhige Schiffe und werden mit der Kalakala verglichen, die für ihre schlechten Seeeigenschaften bekannt war.

## Einheiten
| Die Fähren der Jumbo-Klasse | Die Fähren der Jumbo-Klasse | Die Fähren der Jumbo-Klasse | Die Fähren der Jumbo-Klasse     | Die Fähren der Jumbo-Klasse | Die Fähren der Jumbo-Klasse | Die Fähren der Jumbo-Klasse | Die Fähren der Jumbo-Klasse |
| --------------------------- | --------------------------- | --------------------------- | ------------------------------- | --------------------------- | --------------------------- | --------------------------- | --------------------------- |
| Name                        | Stapellauf                  | Ablieferung                 | Bauwerft                        | Vermessung                  | Antrieb                     | Verbleib                    |                             |
| Walla Walla                 | 1972                        | 1972                        | Todd Pacific Shipyards, Seattle | 3246 BRT                    | vier Elektromotoren         | in Fahrt                    |                             |
| Spokane                     | 1972                        | 13. Februar 1973            | Todd Pacific Shipyards, Seattle | 3246 BRT                    | vier Elektromotoren         | in Fahrt                    |                             |